# Martin Behnke

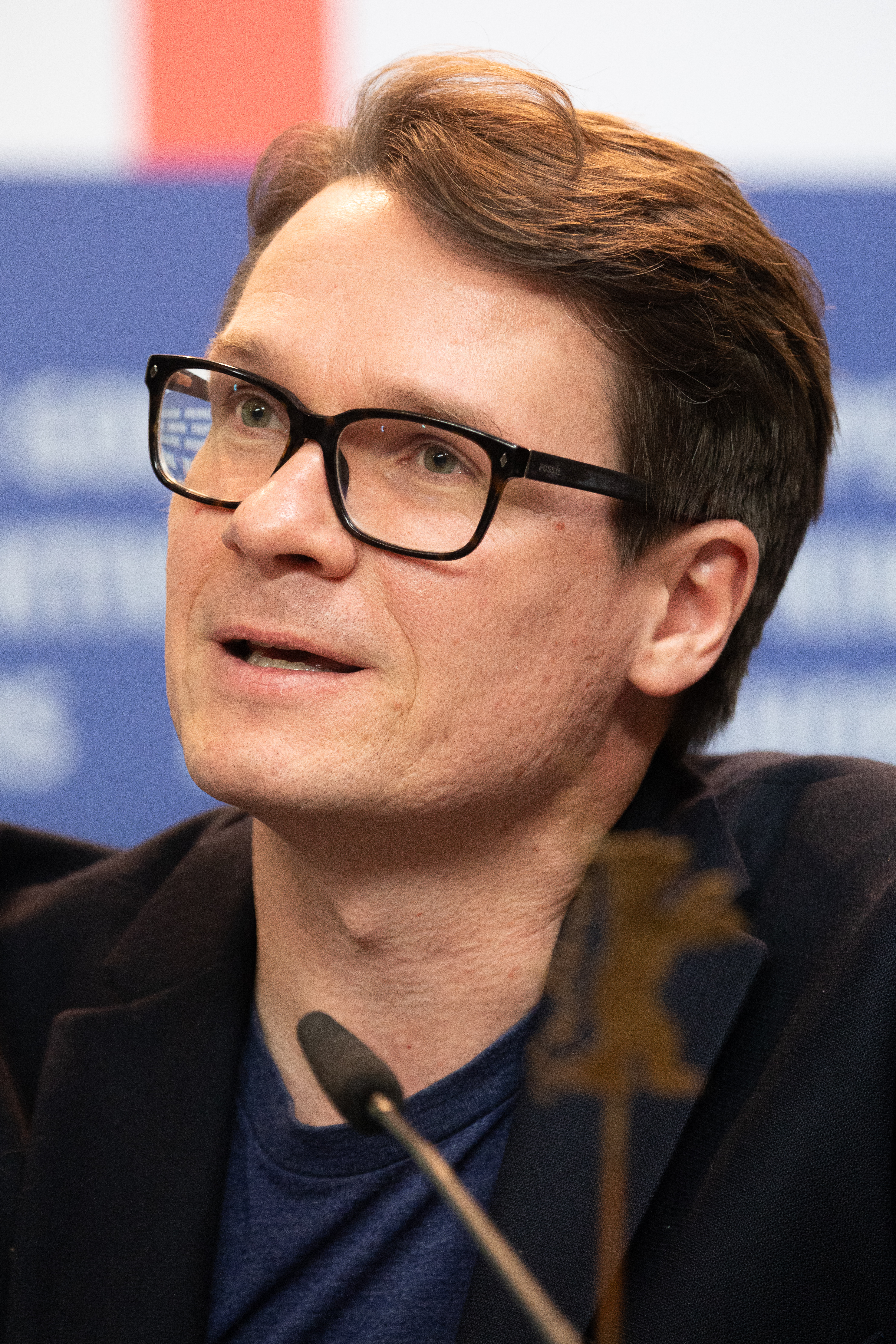
Martin Behnke während der Berlinale 2020

Martin Behnke (* 1978 in Ost-Berlin) ist ein deutscher Drehbuchautor.
Martin Behnke studierte Theaterwissenschaften und Anglistik an der Universität Leipzig und danach bis 2008 Drehbuch an der Filmakademie Baden-Württemberg, hier entstanden bereits erste Kurzfilme. Für Wir sind jung. Wir sind stark. wurde er mit dem Bayerischen Filmpreis ausgezeichnet. Für Berlin Alexanderplatz, seine zweite Arbeit mit Burhan Qurbani, wurde er für den Deutschen Filmpreis sowie den Europäischen Filmpreis nominiert.

## Filmografie (Auswahl)
- 2014: Wir sind jung. Wir sind stark.
- 2016: Die Stadt und die Macht (Miniserie, 5 Folgen)
- 2017–2019: Dark (Fernsehserie, 5 Folgen)
- 2018: Der Prag-Krimi: Die Wasserleiche
- 2019: Latte Igel und der magische Wasserstein
- 2020: Berlin Alexanderplatz
- 2020: Rohwedder – Einigkeit und Mord und Freiheit (Dokumentarserie, 4 Folgen)
- 2020: Wir können nicht anders
- 2022: Das Quartett: Dunkle Helden (Fernsehreihe)